# Руте
Руте (ісп. Rute) — муніципалітет в Іспанії, у складі автономної спільноти Андалусія, у провінції Кордова. Населення — 10 563 особи (2010).
Муніципалітет розташований на відстані близько 350 км на південь від Мадрида, 75 км на південний схід від Кордови.
На території муніципалітету розташовані такі населені пункти: (дані про населення за 2010 рік)
- Арройо-Тіхерас: 18 осіб
- Бурбунера: 75 осіб
- Кампульяс: 7 осіб
- Каньяда-де-Самбра: 5 осіб
- Серрільйо-Самбра: 38 осіб
- Фуенте-де-лас-Каньяс: 9 осіб
- Гранаділья: 24 особи
- Ла-Ос: 53 особи
- Ісла-Альта: 18 осіб
- Ісла-Баха: 3 особи
- Льянос-де-Дон-Хуан: 442 особи
- Лос-Моларес: 38 осіб
- Ель-Насім'єнто: 209 осіб
- Паломарес: 51 особа
- Пантано: 12 осіб
- Лос-Перес: 23 особи
- Лас-П'єдрас: 35 осіб
- Ріо-Ансур: 24 особи
- Руте: 8900 осіб
- Ель-Вадільйо: 35 осіб
- Лас-Віборас: 7 осіб
- Самбра: 537 осіб

## Демографія
Динаміка населення (INE ):

## Галерея зображень

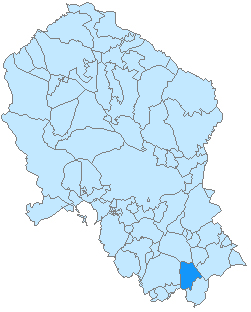
Розташування муніципалітету у провінції Кордова